# The Videosingles
The Videosingles è una VHS contenente quattro videoclip di brani composti dall'artista britannico Elton John.
È stata distribuita nel 1983; i brani sono I Guess That's Why They Call It the Blues, I'm Still Standing, Blue Eyes ed Empty Garden (Hey Hey Johnny); i primi due provenivano dall'album del 1983 Too Low for Zero, gli altri facevano invece parte di Jump Up! (1982).

## I videoclip
- I Guess That's Why They Call It the Blues
- I'm Still Standing
- Blue Eyes
- Empty Garden (Hey Hey Johnny)